# Ван Цзиньшань
Ван Цзиньшань (кит. 王金山, пиньинь Wang Jinshan, палл. Ван Цзиньшань (род. в феврале 1945 года, г. Гунчжулин пров. Гирин), в 2007-2010 гг. глава парткома КПК провинции Аньхой и её губернатор до этого с 2002 года.
Член КПК с 1971 года, член ЦК КПК 16-17 созывов (кандидат 15 созыва).

## Биография
По национальности хань.
Окончил Сыпинскую учительскую школу (1968).
С 1992 года замглавы парткома пров. Гирин, с августа 1996 года замглавы парткома пров. Чжэцзян.
До этого вице-губернатор пров. Гирин, заместитель, глава парткома округа Байчэн пров. Гирин и спецпредставитель округа, заместитель, заведующий орготделом парткома пров. Гирин, член посткома парткома.
В 2000-2002 гг. глава парткома Всекитайской федерации снабженческих и торговых кооперативов (ВСССК), сменил в этой должности Бай Личэня.
В 2002-2007 гг. губернатор пров. Аньхой (Восточный Китай).
С дек. 2007 года по май 2010 года глава парткома пров. Аньхой и в 2008-2010 годах председатель ПК СНП провинции.
«Оставляет впечатление грамотного, сильного руководителя, серьёзно нацеленного на сотрудничество с Россией», - отмечал о нём в 2004 году встречавшийся с ним тогда же предcедатель правления Российско-китайского Центра торгово-экономического сотрудничества Сергей Санакоев.